# Saint-Contest
Saint-Contest és un municipi francès situat al departament de Calvados i a la regió de Normandia. L'any 2007 tenia 2.351 habitants.

## Demografia

### Població
El 2007 la població de fet de Saint-Contest era de 2.351 persones. Hi havia 820 famílies de les quals 116 eren unipersonals (64 homes vivint sols i 52 dones vivint soles), 264 parelles sense fills, 388 parelles amb fills i 52 famílies monoparentals amb fills.
La població ha evolucionat segons el següent gràfic:
Habitants censats

### Habitatges
El 2007 hi havia 856 habitatges, 830 eren l'habitatge principal de la família, 8 eren segones residències i 18 estaven desocupats. 802 eren cases i 33 eren apartaments. Dels 830 habitatges principals, 648 estaven ocupats pels seus propietaris, 172 estaven llogats i ocupats pels llogaters i 10 estaven cedits a títol gratuït; 34 tenien una cambra, 5 en tenien dues, 44 en tenien tres, 132 en tenien quatre i 615 en tenien cinc o més. 723 habitatges disposaven pel capbaix d'una plaça de pàrquing. A 276 habitatges hi havia un automòbil i a 512 n'hi havia dos o més.

### Piràmide de població
La piràmide de població per edats i sexe el 2009 era:
| Homes | Edats   | Dones |
| ----- | ------- | ----- |
| 0     | 95 o +  | 0     |
| 0     | 90 a 94 | 4     |
| 0     | 85 a 89 | 0     |
| 0     | 80 a 84 | 0     |
| 20    | 75 a 79 | 12    |
| 16    | 70 a 74 | 32    |
| 44    | 65 a 69 | 32    |
| 48    | 60 a 64 | 44    |
| 44    | 55 a 59 | 44    |
| 108   | 50 a 54 | 104   |
| 100   | 45 a 49 | 96    |
| 64    | 40 a 44 | 88    |
| 80    | 35 a 39 | 84    |
| 56    | 30 a 34 | 64    |
| 24    | 25 a 29 | 32    |
| 88    | 20 a 24 | 44    |
| 112   | 15 a 19 | 80    |
| 80    | 10 a 14 | 88    |
| 72    | 5 a 9   | 72    |
| 48    | 0 a 4   | 72    |

## Economia
El 2007 la població en edat de treballar era de 1.602 persones, 1.114 eren actives i 488 eren inactives. De les 1.114 persones actives 1.044 estaven ocupades (542 homes i 502 dones) i 70 estaven aturades (28 homes i 42 dones). De les 488 persones inactives 125 estaven jubilades, 248 estaven estudiant i 115 estaven classificades com a «altres inactius».

### Ingressos
El 2009 a Saint-Contest hi havia 822 unitats fiscals que integraven 2.362 persones, la mediana anual d'ingressos fiscals per persona era de 24.686 €.

### Activitats econòmiques
Dels 241 establiments que hi havia el 2007, 29 eren d'empreses extractives, 1 d'una empresa alimentària, 1 d'una empresa de fabricació de material elèctric, 5 d'empreses de fabricació d'altres productes industrials, 16 d'empreses de construcció, 39 d'empreses de comerç i reparació d'automòbils, 6 d'empreses de transport, 8 d'empreses d'hostatgeria i restauració, 6 d'empreses d'informació i comunicació, 23 d'empreses financeres, 20 d'empreses immobiliàries, 56 d'empreses de serveis, 23 d'entitats de l'administració pública i 8 d'empreses classificades com a «altres activitats de serveis».
Dels 35 establiments de servei als particulars que hi havia el 2009, 1 era una oficina del servei públic d'ocupació, 2 oficines bancàries, 1 funerària, 6 tallers de reparació d'automòbils i de material agrícola, 1 establiment de lloguer de cotxes, 1 paleta, 1 guixaire pintor, 2 fusteries, 1 lampisteria, 3 electricistes, 2 empreses de construcció, 1 perruqueria, 1 veterinari, 2 agències de treball temporal, 3 restaurants, 6 agències immobiliàries i 1 tintoreria.
Dels 11 establiments comercials que hi havia el 2009, 2 eren supermercats, 1 un supermercat, 1 una botiga de menys de 120 m², 1 una peixateria, 2 botigues de roba, 1 una botiga de roba, 1 una botiga d'equipament de la llar, 1 una botiga de mobles i 1 una botiga de material de revestiment de parets i terra.
L'any 2000 a Saint-Contest hi havia 14 explotacions agrícoles que ocupaven un total de 627 hectàrees.

## Equipaments sanitaris i escolars
L'únic equipament sanitari que hi havia el 2009 era una farmàcia.
El 2009 hi havia 1 escola maternal i 1 escola elemental.

## Poblacions més properes
El següent diagrama mostra les poblacions més properes.